# الشجر لا ينبت على الحجر (فلم تلفزيوني)
الشجر لا ينبت على الحجر سهرة تلفزية طويلة، من إخراج السورية لمى هاشم أنتجت عام 1996.

## قصة العمل
تمثيلية درامية  تتحدَّث عن عمل الإنسان ونتائجه سواء على الصعيد المهني أو العاطفي.

## فريق العمل
- بسام لطفي
- ظفيرة قطان
- أماني الحكيم
- نورمان أسعد
- جمال شقدوحة[4]
- نضال سيجري[5]